# Hermod (cómic)
Hermod es un personaje ficticio apareciendo en el universo de Marvel Comics, basado vagamente en el Hermóðr del mito nórdico.

## Historia de la publicación
Hermod apareció por primera vez en Thor #274-275 (agosto–septiembre de 1978), y fue adaptado de la mitología por Roy Thomas y John Buscema.
El personaje apareció posteriormente en Thor Annual #7 (1978), Thor #294-295 (abril–mayo de 1980), 300-301 (octubre–noviembre de 1980), 306 (abril de 1981), Avengers #249 (noviembre de 1984), Thor #350-352 (diciembre de 1984-febrero de 1985), 359 (septiembre de 1985), Marvel Super-Heroes #9 (abril de 1992), Impossible Man Summer Vacation Spectacular #2 (septiembre de 1991), Thor #454 (noviembre de 1992), #474 (mayo de 1994), y Journey Into Mystery #504-513 (diciembre de 1996-octubre de 1997).
Hermod apareció como parte de la entrada de los "Asgardianos" en el Manual Oficial del Universo Marvel Edición Deluxe #1.

## Biografía del personaje ficticio
Hermod es el hijo menor de Odín, rey de los dioses de Asgard, y su esposa Frigga, diosa de la fidelidad. Dotado de una increíble velocidad, Hermod ha servido a su padre como mensajero. En una ocasión, su hermano Balder fue herido por una flecha disparada por su otro hermano Hoder, tras ser engañado por Loki. Sabiendo que la muerte de Balder era uno de los presagios que anunciaban la llegada del fin del mundo, el Ragnarok, Odín envió a Hermod a lomos de su caballo a Niffleheim, el inframundo, para rogarle a Hela, diosa de los muertos, que devolviera a Balder a la vida. Este acto ayudó a la salvación de Asgard, pues la diosa quedó sorprendida por la valentía del joven mensajero, por lo que aceptó la petición.

## Poderes y habilidades
Hermod posee fuerza, resistencia y durabilidad normales para un dios asgardiano. Es presumiblemente resistente a todos los venenos y enfermedades terrestres y tiene un poco de resistencia a la magia. También puede correr a velocidades muy superiores a las de otros dioses asgardianos.

## En otros medios

### Videojuegos
- Hermod aparece en el videojuego Marvel: Ultimate Alliance, con la voz de Josh Keaton. Él tiene un diálogo especial con Thor, donde se menciona que Hermod evadió la captura. Cuando no está hablando con un personaje, él corre alrededor de la zona. Para hablar con él, el jugador debe convocarlo en una parte del porche o esperar hasta que se mueva cerca de ellos.